# Ball de Diables de Sabadell
El Ball de Diables de Sabadell, creat l'any 1983, és un dels balls de diables amb parlaments que existeixen a Catalunya.
HISTÒRIA
LA GÈNESI DEL BALL DE DIABLES DE SABADELL
Corrien els primers vuitanta del segle passat, ara fa un xic més de vint-i-cinc anys. Era un moment històric molt diferent de l ’ actual, i ens crèiem molt sincerament allò que deia Martí i Pol: tot està per fer, i tot és possible. S ’ havien endegat molt canals participatius, ja oberts a tothom (fins molt pocs anys abans, tot el que existia era mig d ’ amagatotis, en la clandestinitat…). Molta gent estava afiliada a alguna mena d ’ ens participatiu: associacions de veïns, culturals, partits polítics, sindicats…, i tot i que en l ’ aire de vegades encara surava una certa inseguretat, una certa malfiança, la participació activa era força alta, sense distinció d ’ edats ni de nivells socioculturals o econòmics.
Sorgits d ’ àmbits molt diversos i en principi no units per gaires lligams comuns, un petit grup de sabadellencs, d ’ arreu de la ciutat, ens havíem anat trobant en els ambients festius i populars que, forçosament, havíem d ’ anar a buscar uns quants quilòmetres lluny de la nostra ciutat. Sabadell era quasi un erm, només salvat pels esbarts i els sardanistes (això sí, molt actius) i algunes colles molt específiques que es mobilitzaven un sol cop a l ’ any, com les de Sant Antoni. Res més. Fins i tot els geganters estaven passant un moment letàrgic molt acusat. Existien, però amb una activitat sota mínims. Exagerant una mica –ja se sap que l ’ exageració és un poderós procediment per a denunciar la realitat–, dèiem que en cultura popular i tradicional, Sabadell era un desert.
Enamorats de les festes majors que recorríem a la recerca de la nostra real identitat, vèiem aquelles viles i pobles que posaven una part important de la seva població materialment al carrer, participant d ’ algun ball popular, fent castells, acompanyants gegants o dracs, etcètera. Seguíem aquelles colles de grallers, anàvem als balls de les orquestrines d ’ arrel popular… I ho admiràvem tot, amb el cor pres per una sana enveja que, a poc a poc, va anar congriant en un desig primer, en una decisió després: calia fer alguna cosa perquè Sabadell tingués alguna cosa de personal en aquell camp.
Érem tots jovenots de la segona volada: rondàvem la trentena, alguns una mica cap amunt, d ’ altres una mica cap avall, però aviat vam aconseguir ampliar en totes dues direccions les persones interessades en el projecte que vam començar a verbalitzar: una colla de diables. Les havíem descobertes al Congrés de Cultura Catalana, les havíem seguides a les festes majors de la Catalunya Nova (Vilanova i la Geltrú, l ’ Arboç, Sitges, Vilafranca del Penedès, Sant Quintí de Mediona, el Vendrell, Tarragona, Santa Margarida i els Monjos…), i havíem participat com a espectadors a les dues primeres trobades de diables que hi va haver aquells anys, a l ’ Arboç i a Vilanova i la Geltrú. A la tercera, a Sitges, ja ens hi enganxaríem com a colla participant, després de passar un rigorós examen per part dels organitzadors, per comprovar que n ’ érem dignes.
Ens vam passar més d ’ un any informant-nos. Llegint el poc que hi havia publicat en aquell moment sobre diables, anant a veure colles i més colles al llarg i ample de tot el país, parlant amb elles i amb persones experimentades en el món de la cultura popular… Fins i tot vam arribar a constituir, ja el 1982, una primera colla -quatre diables- que va participar, amb prou èxit, en el Carnestoltes de l ’ Institut Ferran Casablancas i en el del barri de Ca n ’ Oriac, i en el Correfocs de la Creu Alta. Ho vam poder fer gràcies a l ’ ajut dels Diables de Castellar del Vallès, formats just un any abans, que ens van deixar de tot cor maces i vestits.
Mentre fèiem un curset accelerat de diables, en fèiem un altre de pirotècnia. En part, gràcies a les colles de diables amb qui establíem contacte; en part, amb visites directes als fabricants de pirotècnia existents en aquell moment. Després d ’ un any llarg, ens vam veure en cor de tirar endavant alguna cosa amb cara i ulls. Volíem construir quelcom que no fos un foc d ’ encenalls, i ens sembla que el temps ens comença a dir que, almenys una mica, ho vam aconseguir…
Tot plegat, havent vist en directe moltes festes majors i la major part de les colles de diables existents, vam prendre una decisió: ens constituiríem com a Ball de Diables. És a dir, no ens limitaríem a sortir un parell de cops a l ’ any a tirar petards al carrer, sinó que, i de forma bàsica, recolliríem la tradició dels balls parlats dels quals van néixer els diables, i la importaríem a Sabadell. Per tant, la base de la nostra colla seria el ball parlat, amb versots satírics, que faríem cada any a la Festa Major de Sabadell. A més, si s ’ esqueia, participaríem en cercaviles festius i,quan ens ho demanessin, en correfocs i altres modalitats festives on poden participar els diables.
Vam començar a posar fil a l ’ agulla: un de nosaltres, ben situat a prop dels aires que bufaven en aquell moment a la plaça de Sant Roc, va negociar una minsa –minsíssima– subvenció que, al damunt, vam haver de compartir amb la colla de grallers que s ’ estava organitzant al mateix temps, i que portava aquell mateix company. Amb aquests pocs diners, encara no fet efectius, ens vam mou-re per trobar un fabricant tèxtil que ens vengués directament els metres de roba que necessitàvem: havia de ser cotó natural, d ’ un gramatge suficient per a emparar-nos de les espurnes però alhora dúctil per a poder fer-ne vestits… El vam trobar, en una fàbrica situada exactament al lloc on ara hi ha la Biblioteca de Sabadell. Amb la roba comprada, la mare d’una de les fundadores va fer un primer patró i un altre dels primers diables de Sabadell va recalcular el patró, per tal de fer dues mides més i va tallar totes les peces. Un cop tallades, la mateixa mare que havia fet el primer patró va cosir un a un tots els vestits.
Un cop els vestits tallats i cosits, ens vam trobar tots, o quasi tots, a les aules de l ’ institut on treballàvem alguns de nosaltres en aquell moment per pintar, amb més bona voluntat que art, aquella roba blanca i transformar-la en una roba amb una certa aparença infernal. Evidentment, les flames foren l ’ element preferit per a la metamorfosi, i els vestits van anar agafant una coloració de base blanca, però amb tocs grocs, vermells, negres… Utilitzant els serveis materns d’un altre dels fundadors de la colla, vam fer les bosses per a portar la pirotècnia amb la mateixa peça de roba, els davantals per als timbals, etcètera. Com que ja havíem pres la decisió de formar el Ball de Diables de Sabadell, també vam fer les armes per als àngels: escuts, llança i espasa, així com la roba que haurien de dur els que fessin aquell paper.
Vam anar a Sitges a comprar timbals, a la botiga que ens van recomanar les colles de diables amb qui teníem contacte, a Vilanova i la Geltrú a encarregar les maces a un conegut fabricant d ’ instruments populars, molt bon torner de fusta, i vam començar a dissenyar com faríem el Ball de Dia-bles, com escriuríem els versots satírics, com els representaríem…
L ’ estiu d ’ aquell any vam fer un aplec de versots a tots els pobles on en feien, i vam començar a prendre models per als nostres, que vam estar elaborant aquell mateix mes d ’ agost. Vam establir quina part dels versos seria igual any rere any i quina seria variable, acollint els esdeveniments de l ’ any, tal com Llucifer mana en els balls de diables, i vam començar a escriure-ho tot plegat…
Finalment, el setembre del 1983 ho teníem tot a punt, i amb els nervis a flor de pell debutàvem a la nostra Festa Major, acompanyats del Ball de Diables de Vilanova i la Geltrú, i de l ’ altra colla que s ’ havia anat formant a Sabadell al mateix temps que nosaltres: els Diables de la Creu Alta.
Els primers anys no foren fàcils, i ens va costar molt anar-nos obrint lloc en l ’ entramat de la Festa Major. Els versots, els havíem de dir quan i on podíem; a la cercavila de tarda, havíem d ’ actuar amb les carretilles sense tro, etcètera. A poc a poc, però, amb paciència i persistència, vam anar normalitzant el nostre paper a la Festa, i fent-lo cada cop més semblant al dels diables de la Catalunya No-va. Els poders polítics locals ens van anar acceptant (sempre amb poc entusiasme, cal dir-ho, ja que els costa acceptar que els toquin el crostó), la població de Sabadell ens va anar fent seus (l ’ actuació amb versots, que imprimim i distribuïm) va passar a ser un acte festiu esperat per part d ’ un nombre important de persones, però tot va costar prou, i vam anar superant totes les dificultats a base d ’ insistència, de no desmaiar mai.
L ’ alegria va venir l ’ any passat: un dels nous integrants de la colla, en parlar amb ell quan va venir a demanar informació dels diables, ens va afirmar que el Ball de Diables de Sabadell existia des de sempre… És clar, la colla ja passava de vint-i-tres anys, i ell només en tenia dinou! Ho hem aconseguit? Hem esdevingut ja tradicionals? Què hi dius, amic lector sabadellenc?